# Alaeddín Boruyerdí
Alaeddín Boruyerdí (Náyaf,Irak, 1950-) es un político iraní, diputado de las ciudades de Boruyerd y Oshtorinán desde 2000, y presidente desde 2008 de la Comisión de Seguridad Nacional y Política Exterior de la cámara legislativa iraní.

## Biografía

### Orígenes familiares
Nacido en el año 1950 o 1951 en el shahrestán de Lar, en una familia de tradición religiosa islámica duodecimana, Boruyerdí es hijo del ayatolá Hach Sheij Ebrahim Boruyerdí, y nieto de dos prominentes ulemas chiíes de su región, siendo su bisabuelo Seyed Abdolhoséin Larí (1847-1924), gran ayatolá destacado en la Revolución constitucional iraní (1905-1909) y en la lucha de las tribus del sur de Irán contra la invasión por tropas británicas en la Primera Guerra Mundial.

### Formación y militancia revolucionaria
Boruyerdí recibió instrucción primaria y secundaria en la escuela Alaví de los iraníes de Nayaf (Irak), a donde se había desplazado su familia para realizar estudios su padre en los seminarios islámicos de la ciudad. En 1970, con veinte años, regresó a Irán e inició estudios en la Universidad de Tabriz. Siendo estudiante, se implicó en el activismo político que desembocaría en la Revolución Islámica de 1979, por lo que resultó detenido por la SAVAK y encarcelado. En 1975 se licenció en como técnico de laboratorio de diagnóstico clínico y se empleó en los laboratorios Mehrab Jan de Mashhad y, posteriormente, de la Media Luna Roja en Dubái. En Dubái prosiguió su militancia política como organizador de la diáspora iraní en el emirato y fue por ello sometido a interrogatorios policiales a petición de la SAVAK.

### Carrera política desde laRevolución islámica de 1979hasta 2000
Tras el derrocamiento de la dinastía Pahlaví, Boruyerdí cofundó el Comité de la Revolución Islámica en Dubái y, tras la invasión del sudoeste de Irán por tropas iraquíes en 1980, fundó también en el emirato un Comité de Ayuda al Frente que envió a Irán decenas de ambulancias, además de otros géneros y dinero recogidos como donativo.
De vuelta a Teherán, Boruyerdí cursó estudios Relaciones internacionales en la Universidad de Teherán hasta obtener el título de maestría, compaginándolos con distintos cargos en la administración estatal iraní.
En 2000, fue elegido por primera vez como diputado de Boruyerd, elección que se repitió en 2004, 2008 (añadida Oshtorinán a la circunscripción de Boruyerd) y 2012.

### Carrera diplomática
En 1981, fue designado como primer cónsul general de la República Islámica de Irán en Dubái por el entonces presidente de Irán, Mohammad Alí Rayaí, iniciando una carrera diplomática oficial que en los años siguientes lo llevó a ocupar los cargos de encargado de negocios en Arabia Saudí, embajador en China, viceministro de Exteriores para asuntos de Asia y Oceanía, consejero asistente del Líder Supremo de Irán en asuntos exteriores y, desde 2000, tras acceder a la Asamblea Consultiva Islámica presidente de la Comisión de Seguridad Nacional y Política Exterior del parlamento iraní.

#### Agravamiento de las relaciones con Occidente (2011-2013)
En noviembre del mismo año, en un contexto de agravamiento de las relaciones de Irán con los países occidentales, Boruyerdí participó en ruidosas protestas de los parlamentarios iraníes contra el gobierno británico tras el anuncio de nuevas medidas de bloqueo económico de Irán por dirigentes del Reino Unido, Estados Unidos de América y Canadá. Boruyerdí reclamó la expulsión del embajador británico. Dominick John Chilcott, días antes de que el legislativo iraní votase reducir las relaciones diplomáticas con Reino Unido al nivel de encargados de negocios y las económicas al menor nivel posible.

#### Papel diplomático en laGuerra de Siria (2011-2014)
En septiembre de 2013 Boruyerdí presidió la visita de una comisión del parlamento iraní a Damasco durante la crisis internacional propiciada por la ataque químico de Guta, oponiéndose a una posible intervención militar occidental y declarando que Irán había informado oficialmente ya en 2012 de la posesión por «los grupos terroristas» de armamento químico a los Estados Unidos de América, a los que acusó de fomentar un ataque a Siria para impedir un posible triunfo político del gobierno de Bashar al-Asad en una conferencia internacional en Ginebra. Meses más tarde, presidiendo una nueva delegación parlamentaria, esta vez a Líbano, a finales de febrero de 2014, Boruyerdí afirmó sobre la participación del grupo chií libanés Hezbolá que esta protegería »la soberanía y la independencia del Líbano«. En junio de 2014, en una nueva visita oficial a Damasco, Boruyerdí propuso al primer ministro Wael al-Halqi la creación de un «comité conjunto de reconstrucción de Siria».

### Acusaciones de corrupción
En octubre de 2011, Alaeddín Boruyerdí fue brevemente detenido, acusado de implicación en un escándalo de desfalco bancario de 3 mil millones de dólares. El propio Boruyerdí negó las acusaciones de corrupción, aunque fue objeto de presiones para obtener su dimisión o remoción, que rechazó la comisión que preside hasta emitirse el veredicto judicial sobre el caso.